# برايان هاتفيلد
برايان هاتفيلد هو سياسي أمريكي، ولد في 8 يوليو 1966 في أبردين في الولايات المتحدة. نشط حزبياً في الحزب الديمقراطي. وقد انتخب عضو مجلس ولاية واشنطن ‏.